# Frida Gold
Frida Gold est un groupe de pop allemand, originaire de Hattingen. Les chansons sont principalement écrites avec des textes en allemand par la chanteuse Alina Süggeler (de) et le bassiste Andy Weizel.

## Histoire
La chanteuse Alina Süggeler et le guitariste Julian Cassel qui se connaissent depuis l'enfance jouent dans un groupe au lycée, "Amnesia". Il remporte le concours pour jouer au festival de Hattingen. Après avoir rencontré le batteur Thomas Holtgreve, ils se lancent sur un autre groupe rock appelé "Linarockt" et participe au concours Emergenza. En 2007, le groupe change de nom et de style, il devient "Frida" d'après la chanson de Bosse. Il passe d'un rock à guitare à une indie-pop teinté de disco. Le mot "Gold" sera rajouté pour avoir un nom double et s'associer aux valeurs de l'or.
Après son abitur, Alina Süggeler étudie la flûte à la Folkwang Universität à Essen, mais elle arrête après deux semestres pour se consacrer à la musique actuelle. Avec le guitariste Julian Cassel, elle suit les programmes consacrés à la Hochschule für Musik und Theater Hamburg,. À Mannheim, elle fait la connaissance d'Andy Weizel, étudiant à la Popakademie Baden-Württemberg. En 2008, le groupe se produit en première partie de Mando Diao. Le groupe se fait remarquer par plusieurs labels et signe avec Warner Music.
En 2009, le groupe fait la première partie de Bosse et sort son premier EP, Frida. En août 2009, Bosse et Frida font ensemble le single Sommer lang.
Le premier single de Frida Gold, Zeig mir wie Du tanzt, sort le 25 juin 2010 d'abord en téléchargement. Lorsqu'il est publié en disque, il rentre dans les meilleures ventes en Allemagne et en Autriche. Le groupe fait une tournée de cinq dates pour promouvoir le single et en première partie de Revolverheld, mais doit vite s'arrêter lorsque la chanteuse connaît des problèmes aux cordes vocales.
En mars 2011, le groupe revient pour être la première partie de Aphrodite – Les Folies Tour 2011 de Kylie Minogue. Le premier album Juwel parait le 15 avril. Le groupe présente la chanson Unsere Liebe ist aus Gold, issue de l'album, au concours de sélection pour l'Eurovision. Le groupe finit à la septième place.
Pour le deuxième album, le groupe se réunit et développe des idées durant un séjour à Berlin. L'album est produit à Los Angeles. Liebe ist meine Religion sort le 28 juin 2013 et devient numéro un des ventes.

## Discographie

### Albums
- 2011: Juwel
- 2013: Liebe ist meine Religion

### EP
- 2009: bonjour

### Singles
- 2010: Zeig mir wie du tanzt
- 2011: Wovon sollen wir träumen
- 2011: Unsere Liebe ist aus Gold
- 2013: Liebe ist meine Religion

## Source, notes et références
1. ↑  LastFM-Seite von Linarockt lastfm.de
2. ↑  Auftritt bei Rock am Turm am: 24. Mai 2008 Frida
3. ↑  98Grad-Interview mit Frida Gold youtube.com
4. ↑  „Mit meinem Style drücke ich meine Emotionen aus“ 1st-blue.com
5. ↑  Frida Gold im Spiegelzelt: Von der Querflötistin zur Popmusikerin
6. ↑  «Wir wollen schillern» fnp.de
7. ↑  Frida Gold popforum.de
8. ↑  1000 Fans feiern Mando Diao derwesten.de
9. ↑  BOSSE ist mit einer neuen Single am Start – „Sommer lang“ ba-community.net
10. ↑  musicline.de: „Zeig mir wie du tanzt“ in den deutschen Singecharts (deutsch, abgerufen am 13. Februar 2011)
11. ↑  derwesten.de Interview mit Julian Cassel (deutsch, abgerufen am 13. Februar 2011)
12. ↑  Frida Gold live beim Echo 2013 – neues Album im Juni

- (de) Cet article est partiellement ou en totalité issu de l’article de Wikipédia en allemand intitulé « Frida Gold » (voir la liste des auteurs).